# 孫永成 (籃球運動員)
孫永成（1997年7月5日—）是臺灣男子籃球運動員，場上主打前鋒位置。

## 生平
孫永成生於臺北市。父親是前中華男籃國手孫國昌，孫永成具有U16亞青賽、U18亞青賽國手資歷，國中就讀金華國中，自南山高中畢業後選擇赴美就讀Wesley Christian School、Yellowstone Christian College，2019年6月接受右肩脫臼手術，108學年度（2019年－2020年）返回臺灣進入健行科技大學，曾入選2021年夏季世界大學運動會中華男籃24人培訓名單，2021年8月在超級籃球聯賽新人選秀會第三輪被高雄九太科技選中，之後與高雄九太科技完成簽約。

## 外部連結
- 孫永成在fiba.basketball（英语）
- 孫永成在archive.fiba.com（archived）（英语）
- 孫永成在Eurobasket.com（球員）（英语）
- 孫永成在Eurobasket.com（球員）（英语）
- 孫永成在RealGM（英语）